# Manolo Jiménez (hiszpański piłkarz)
Manuel  Jiménez Jiménez (ur. 26 stycznia 1964 w Sewilli) – hiszpański trener piłkarski i piłkarz.

## Kariera
Manuel grał w Sevilla Atlético (1981–1983), Sevilla FC (1983–1997) i Real Jaén (1997–1998). W barwach swojego kraju rozegrał 15 meczów nie strzelając przy tym żadnej bramki. Grał na Mistrzostwach Świata w piłce nożnej w 1990 r.
W latach 2000–2007 Manuel był trenerem rezerw Sevilli Atlético. 27 października 2007 zrezygnował z dotychczas pełnionej funkcji i zastąpił Juande Ramosa na stanowisku trenera Sevilla FC. 23 marca 2010 został zwolniony z funkcji szkoleniowca po remisie z zespołem Xerez CD.